# Perth (Ontario)
Perth – miejscowość (ang. town) w Kanadzie, w prowincji Ontario, w hrabstwie Lanark.
Powierzchnia Perth wynosi 10,36 km². Według danych spisu powszechnego z roku 2001 Perth liczy 6003 mieszkańców (579,44 os./km²).